# ISO 3166-3
ISO 3166-3 is het onderdeel van de internationale standaard ISO 3166 voor landcodes en legt de codes vast voor niet meer gebruikte landsnamen die voorheen in ISO 3166-1 waren opgenomen. De eerste uitgave verscheen in 1999 en werd verschillende malen bijgewerkt. De huidige en laatste uitgave is ISO 3166-3:2013. Mutaties verschijnen nu bij ISO Online.
Als begindatum voor opname van codes in ISO 3166-3 is, met terugwerkende kracht, voor 1974 gekozen (zie bij geschiedenis hieronder). Het verwijderen van landcodes uit ISO 3166-1 (en dus opname in 3166-3) kan gebeuren op de volgende gronden:
- Indien een belangrijk deel van de landsnaam wordt gewijzigd.
- Indien landen worden samengevoegd, zoals Oost- en West-Duitsland.
- Indien landen worden opgesplitst zoals Tsjecho-Slowakije.

In zulke gevallen worden de overbodig geworden codes uit ISO 3166-1 verwijderd en met twee toegevoegde letters als alpha 4 code opgenomen in ISO 3166-3.

## Geschiedenis
De wenselijkheid voor een codesysteem waarin ook niet meer bestaande landen een plaats hebben is al in de zeventiger jaren bij de eerste aanzetten voor het ontwikkelen van de ISO 3166-standaard onderkend.
Al snel kwam men er echter achter dat het beslist niet triviaal is eenduidig vast te leggen wat als 'historisch' land aangemerkt kan worden en van wanneer tot wanneer enzovoorts en wat niet. Uit pragmatische overwegingen is er besloten alleen te voorzien in codes voor landen die sinds het bestaan van de ISO 3166-standaard hier weer uit zijn verwijderd.
ISO 3166-3 legt dus uitsluitend "voorheen gebruikte landcodes" vast. Wat dit is wordt gedefinieerd als:
"name of a country, dependency, or other area of particular geopolitical interest removed from ISO 3166 since the first edition in 1974"
Ofwel, vrij vertaald: "Naam van een land, rijksdeel of ander gebied van geopolitiek belang die sinds de eerste editie van 1974 uit ISO 3166 verwijderd is"

## Opbouw codes
ISO 3166-3 gebruikt vierletterige codes (en: alpha 4) waarvan de eerste twee letters de lettercombinatie is van de uit ISO 3166-1 verwijderde tweeletterige code. Voor de laatste twee letters kunnen de volgende codes in aanmerking komen:
- De ISO 3166-1-code die de oude code vervangen heeft.
- De ISO 3166-1-code van het land waarin het land met de verwijderde landcode is opgegaan.
- De speciale code HH om aan te geven dat er niet eenduidig een code als 'opvolger' aan te wijzen is.

### Voorbeelden
- In 1989 is de naam van Birma veranderd in Myanmar. De oude ISO 3166-code was BU (van het Engelse Burma), de nieuwe code is MM geworden. Daaruit volgt dat de oude code verhuisd is naar ISO 3166-3 als BUMM.
- In 1993 is Tsjecho-Slowakije (was CS) opgesplitst in Tsjechië (nu CZ) en Slowakije (nu SK). De oude code staat nu in ISO 3166-3 als CSHH omdat er geen eenduidige opvolger is.
- In 1990 zijn de landen Zuid-Jemen (was YD) en Noord-Jemen (was YE) samengevoegd in Jemen (nu ook weer YE). De oude code voor Zuid-Jemen staat nu in ISO 3166-3 als YDYE.

## Hergebruik codes
De tweeletterige codes die uit ISO 3166-1 verwijderd zijn blijven eerst nog voor een periode van vijftig jaar gereserveerd, omdat verwacht mag worden dat deze oude codes nog een tijd lang her en der in gebruik zullen blijven.
Na afloop van die vijftig jaar kan de code opnieuw worden toegekend aan een ander land of gebied. In het verleden is dit gebeurd met AI, CS, GE en SK.

## Overzicht ISO 3166-3-codes
Uiteraard is de lijst van codes in ISO 3166-3 in principe aan verandering onderhevig. Veranderingen aan ISO 3166-3 zijn altijd en uitsluitend een direct gevolg van veranderingen in ISO 3166-1 en aanpassingen aan die lijst zijn slechts zeer sporadisch nodig. Aldus zijn er sinds het opzetten van ISO 3166-3 in 1999 maar drie nieuwsbrieven met veranderingen gepubliceerd door de ISO 3166/MA (MA: Maintenance Agency).
Onderstaande lijst van ISO 3166-3-codes is hier opgenomen als voorbeeld. Voor de actuele stand van zaken is het altijd beter de lijsten van ISO zelf te raadplegen. In deze lijst staat vooraan de oude, uit ISO 3166-1 afgevoerde tweeletterige code, gevolgd door de vierletterige ISO 3166-3-code, het jaartal van de wijziging en een beschrijving.
| oud | nieuw | jaar | land                                       | opmerkingen |
| --- | ----- | ---- | ------------------------------------------ | --- |
| AI  | AIDJ  | 1977 | Afar- en Issaland                          | Vervangen door DJ Djibouti. De code AI is inmiddels hergebruikt voor Anguilla. |
| AN  | ANHH  | 2011 | Nederlandse Antillen                       | Vervangen door BQ Caribisch Nederland, CW Curaçao en SX Sint Maarten. |
| BQ  | BQAQ  | 1979 | Brits Antarctisch Territorium              | Valt nu onder AQ Antarctica. De code BQ is inmiddels hergebruikt voor Caribisch Nederland. |
| BU  | BUMM  | 1989 | Birma                                      | Door naamwijziging naar MM Myanmar. |
| CS  | CSHH  | 1993 | Tsjecho-Slowakije                          | Vervangen door CZ Tsjechië en SK Slowakije. De code CS is later hergebruikt voor Servië en Montenegro (Srbija i Crna Gora), inmiddels vervangen door RS Servië en ME Montenegro. |
| CS  | CSXX  | 2006 | Servië en Montenegro                       | Valt nu onder RS Servië en ME Montenegro |
| CT  | CTKI  | 1984 | Canton en Enderbury                        | Vervangen door KI Kiribati. |
| DD  | DDDE  | 1990 | Duitse Democratische Republiek             | Valt nu onder DE Duitsland. |
| DY  | DYBJ  | 1977 | Dahomey                                    | Vervangen door BJ Benin. |
| FQ  | FQHH  | 1979 | Franse Zuidelijke en Antarctische Gebieden | Valt nu onder AQ Antarctica en TF Franse Zuidelijke Gebieden. |
| FX  | FXFR  | 1997 | France métropolitaine                      | Valt nu onder FR Frankrijk. |
| GE  | GEHH  | 1979 | Gilbert- en Ellice-eilanden                | Valt nu onder KI Kiribati en TV Tuvalu. De code GE is inmiddels hergebruikt voor Georgië. |
| HV  | HVBF  | 1984 | Opper-Volta                                | Vervangen door BF Burkina Faso. |
| JT  | JTUM  | 1986 | Johnston                                   | Valt nu onder UM Kleine afgelegen eilanden van de Verenigde Staten. |
| MI  | MIUM  | 1986 | Midway                                     | Valt nu onder UM Kleine afgelegen eilanden van de Verenigde Staten. |
| NH  | NHVU  | 1980 | Nieuwe Hebriden                            | Vervangen door VU Vanuatu. |
| NQ  | NQAQ  | 1983 | Koningin Maudland                          | Valt nu onder AQ Antarctica. |
| NT  | NTHH  | 1993 | Saoedi-Iraakse neutrale zone               | Valt nu onder IQ Irak en SA Saoedi-Arabië. |
| PC  | PCHH  | 1986 | Trustschap van de Pacifische Eilanden      | Vervangen door FM Micronesië, MH Marshalleilanden, MP Noordelijke Marianen en PW Palau. |
| PU  | PUUM  | 1986 | Diverse pacifische eilanden van de V.S.    | Valt nu onder UM Kleine afgelegen eilanden van de Verenigde Staten. |
| PZ  | PZPA  | 1980 | Panamakanaalzone                           | Valt nu onder PA Panama. |
| RH  | RHZW  | 1980 | Rhodesië                                   | Vervangen door ZW Zimbabwe. |
| SK  | SKIN  | 1975 | Sikkim                                     | Valt nu onder IN India. De code SK is inmiddels hergebruikt voor Slowakije. |
| SU  | SUHH  | 1992 | Sovjet-Unie                                | Vervangen door AM Armenië, AZ Azerbeidzjan, BY Wit-Rusland, EE Estland, GE Georgië, KG Kirgizië, KZ Kazachstan, LT Litouwen, LV Letland, MD Moldavië, RU Rusland, TJ Tadzjikistan, TM Turkmenistan, UA Oekraïne en UZ Oezbekistan, waarvan BY en UA al bestonden. De code SU is nog wel in gebruik voor internetdomeinnamen. |
| TP  | TPTL  | 2002 | Portugees-Timor                            | Vervangen door TL Oost-Timor na verkrijgen onafhankelijkheid. De code TP wordt nog wel voor Internet-domeinnamen gebruikt. |
| VD  | VDVN  | 1977 | Vietnam                                    | Valt nu onder VN Vietnam. |
| WK  | WKUM  | 1986 | Wake                                       | Valt nu onder UM Kleine afgelegen eilanden van de Verenigde Staten. |
| YD  | YDYE  | 1990 | Zuid-Jemen                                 | Valt nu onder YE Jemen. |
| YU  | YUCS  | 2003 | Joegoslavië                                | Vervangen door CS Servië en Montenegro (Srbija i Crna Gora). De code YU wordt nog wel voor Internet-domeinnamen gebruikt. |
| ZR  | ZRCD  | 1997 | Zaïre                                      | Vervangen door CD Congo-Kinshasa. |